# B-GENERATION
B-GENERATIONはスーパー・エキセントリック・シアターのPodcastで配信されていたインターネットラジオ番組。隔週金曜日更新。通称「Bジェネ」

## 概要
- 前身であるトッシー・ほったまの「ばかだなぁ〜♪って言われたい」から一新して、2013年1月11日より配信をスタートする。
- B-GENERATIONは「繋がる」をテーマに掲げている[1]。「繋がりを大事にする自分大好き番組です」がキャッチフレーズである。
- Twitterのハッシュタグを利用し、Bジェネのハッシュタグよりリスナーからのつぶやきを募集している。またFacebookと連動して電子書籍にて動画や朗読・インタビュー等のB-GENERATION MAGAZINEの配信発行も行う[2]。
- 2015年10月30日に番組終了。

## パーソナリティー
- 豊永利行
- 堀田勝
- 井上優

## ゲスト
- 第07回：株式会社モス部長 星野仁
- 第12回：にゃんたぶぅ
- 第13回：にゃんたぶぅ
- 第21回：丸山優子、栗原功平
- 第22回：栗原功平
- 第26回：良田麻美
- 第27回：早乙女じょうじ、本川翔太
- 第37回：ダイナ四

## オープニングコメント
- 第34回：NIKIIE
- 第35回：中山雅史
- 第36回：竹内順子

## イベント
- 2015年2月8日 B－GENERATION トークライブVol.1 『B らいぶ♪』